# Jamie Carragher
James Lee Duncan Carragher (28. ledna 1978 Bootle), známý jako Jamie Carragher, je bývalý anglický profesionální fotbalista, který hrával na pozici krajního či středního obránce. Celou svou profesionální kariéru strávil v klubu Liverpool FC. Mezi lety 1999 a 2010 odehrál také 38 zápasů v dresu anglické reprezentace.

## Klubová kariéra
Carragher debutoval v liverpoolském A-týmu v sezóně 1996/97 a od sezóny 1997/98 byl pravidelným členem základní sestavy. Původně krajní obránce hrával od roku 2004, kdy do klubu přišel trenér Rafael Benítez, spíše na pozici stopera. Byl jedním z nejdéle hrajících hráčů Liverpoolu, 15. ledna 2008 v zápase proti Lutonu dosáhl mety 500 zápasů. Celkem odehrál za tým Reds 737 zápasů a patřil k největším srdcařům, kteří kdy v klubu hráli. Kariéru ukončil 19. května 2013 v posledním ligovém kole Premier League 2012/13 v zápase s Queens Park Rangers (vítězství Liverpoolu 1:0).
V dresu Liverpoolu vyhrál dva tituly v FA Cupu, tři v ligovém poháru a dvakrát zvítězil v Community Shield. Na evropské scéně se mu podařilo jednou vyhrát Ligu mistrů UEFA, jednou Pohár UEFA a dvakrát Superpohár UEFA.

## Reprezentační kariéra
Carragher debutoval v anglické reprezentaci v roce 1999. Reprezentoval Anglii na závěrečných turnajích EURO 2004 a Mistrovství světa 2006. V roce 2007 oznámil ukončení své reprezentační kariéry, ale do reprezentačního dresu se vrátil v roce 2010, aby si zahrál na Mistrovství světa 2010. Následně opět ukončil svoji reprezentační kariéru. Na svém kontě má 38 reprezentačních zápasů. 

## Ocenění

### Klubová

#### Liverpool
- FA Cup: 2000/01, 2005/06
- EFL Cup: 2000/01, 2002/03, 2011/12
- Community Shield: 2001, 2006
- Liga mistrů UEFA: 2004/05
- Pohár UEFA: 2000/01
- Superpohár UEFA: 2001, 2005

### Individuální
- PFA Premier League Team of the Year: 2005/06
- Hráč sezóny Liverpoolu: 1999, 2005[21]